# عضلة قصية درقية
تقع العضلة القصية الدرقية (بالإنجليزية: Sternothyreoideus  أو Sternothyroid muscle)‏ خلف العضلة القصية اللامية ، إلا أنها أقصر منها وأكثر عرضاً.
تنشأ العضلة من السطح الخلفي لقبضة القص (التي تشكل الجزء الأعلى من عظم القص)، أسفل منشأ العضلة القصية اللامية، ومن حافة غضروف الضلع الأول أو أحيانا الثاني، وترتكز على الصفيحة المائلة لغضروف الغدة الدرقية.
تقع العضلة قريباً من زميلتها في الجزء الأسفل من الرقبة، ولكن يتباعدان كلما ارتفعتا في الرقبة. أحياناً يجتازها بالعرض أو بميل تقاطع وتري (بالإنجليزية: tendinous inscription)‏.

## الوظيفة
سحب أسفل الحنجرة والعظم اللامي. العضلة القصية الدرقية تسحب الحنجرة، وبالتالي تسحب الجهاز اللامي في الخلف.

## التباين والإختلاف
ازدواج العضلة، أو غيابها كلية عند بعض الأشخاص، أو أن تندمج مع عضلة إضافية مثل : العضلة الدرقية اللامية ، العضلة المضيّقة البلعومية السفلى، أو تندمج مع غمد الشريان السباتي.

## صور إضافية

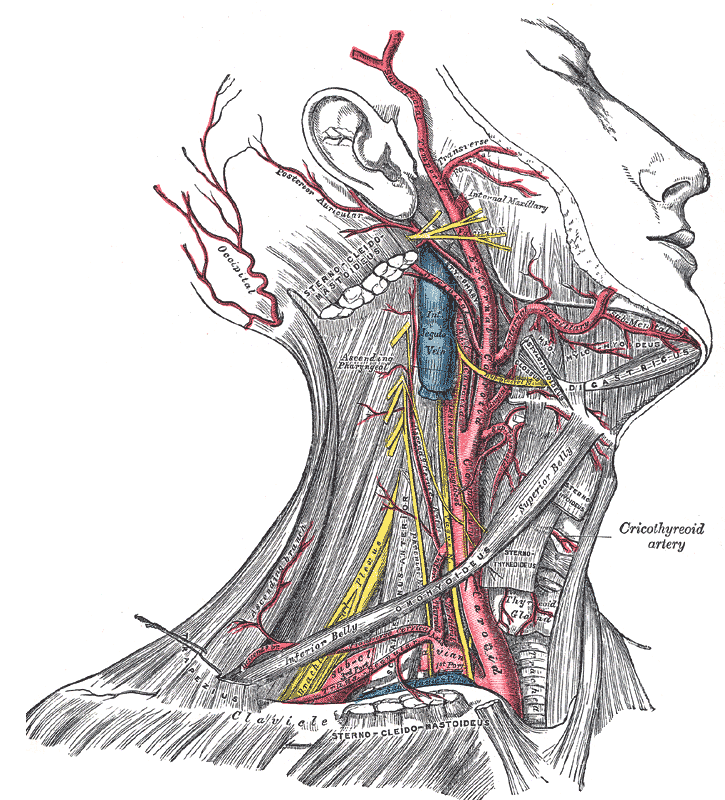
تشريح سطحي للجانب الأيمن من الرقبة، يبين الشريان السباتي و الشريان تحت الترقوة.
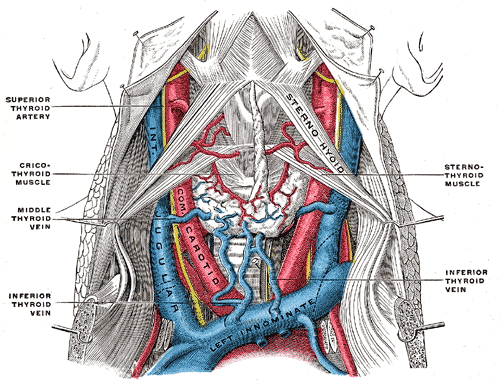
اللفافة والأوردة الدرقية المتوسطة.
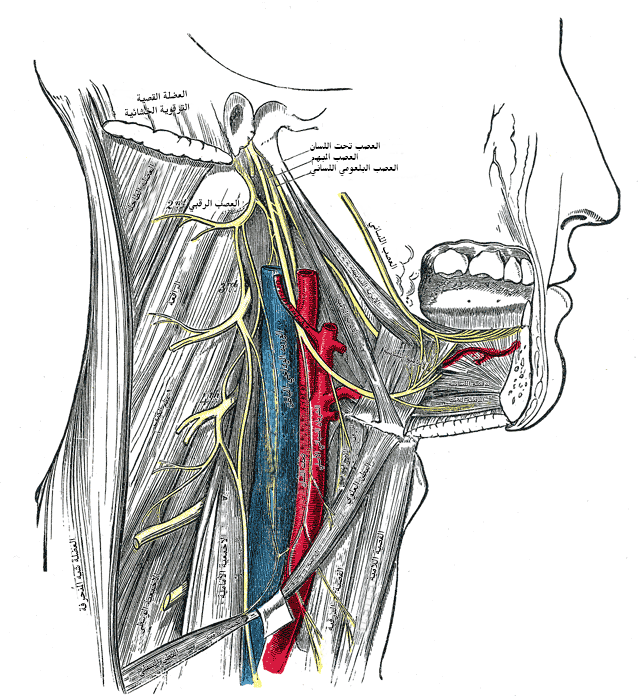
العصب تحت اللسان و الضفيرة العنقية، وفروعهما
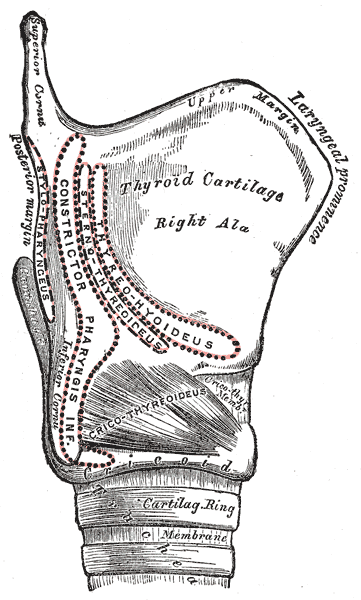
صورة جانبية للحنجرة تبين العضلات المرتبطة
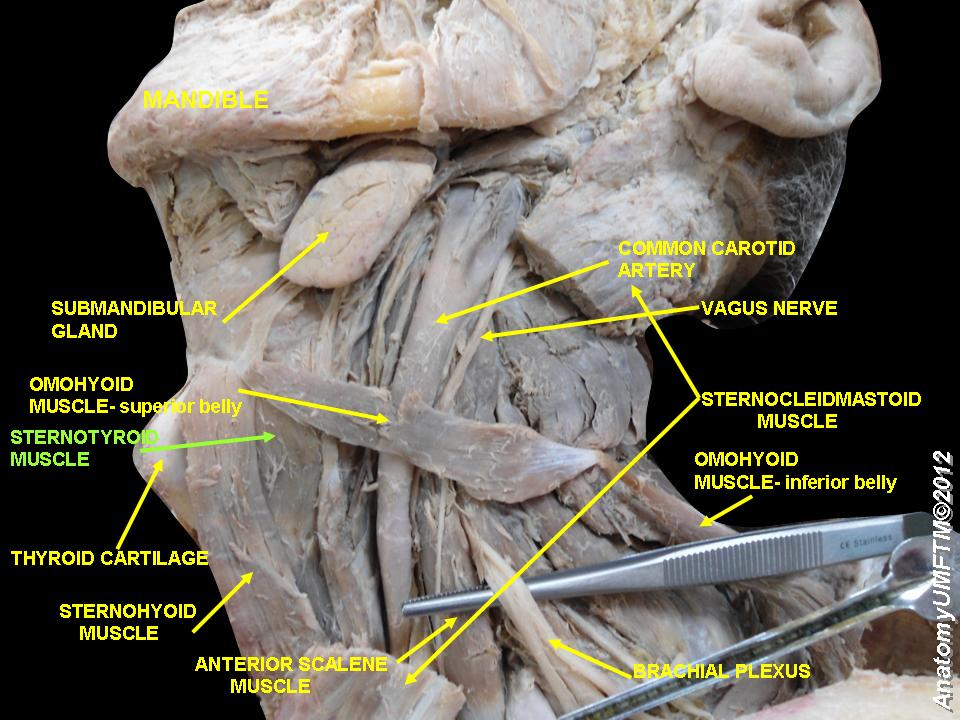
العضلة القصية الدرقية

## وصلات خارجية
- صور تشريحية:25:03-0105 في مركز داونستيت الطبي التابع لجامعة نيويورك - عضلة قصية درقية (sternothyroid muscle)